# Tijger
De tijger (Panthera tigris) is een zoogdier dat tot de familie der katachtigen (Felidae) behoort, en een van de vijf 'grote katten' die tot het geslacht Panthera behoren. Tijgers zijn jagende roofdieren.
De meeste tijgers wonen in het bos (waarvoor hun camouflagestrepen geschikt zijn) en in grasland. Het zijn goede zwemmers; tijgers kunnen vaak badend in vijvers, meren en rivieren worden aangetroffen.

## Kenmerken
Hoewel de lengte van een tijger verschilt per ondersoort, wordt een tijger ongeveer 2 tot 3,7 m lang.

## Leefwijze
Tijgers jagen solitair. Hun dieet bestaat voornamelijk uit middelgrote planteneters, vooral hoefdieren, maar als de omstandigheden dat voorschrijven, jagen ze ook op grotere prooien. Het is geen sociaal dier: de enige groepen bestaan uit moeder en welpen.

## Bedreiging
De tijger is een bedreigde diersoort die verspreid over Azië voorkomt. De enorme teruggang in aantal moet worden toegeschreven aan het steeds verder oprukken van de mens. Veel rustige natuurgebieden zijn daardoor verloren gegaan, terwijl de tijger een groot leefgebied nodig heeft. Verder is er steeds minder groot wild voorhanden dat als voedsel kan dienen. Daarnaast wordt de tijger vaak het slachtoffer van stropers, omdat zijn fraaie huid, botten en lichaamsdelen (voor medicijnen) op de zwarte markt veel geld opbrengen.

## Verspreiding
Tijgers komen in het wild alleen in Azië voor.
In 2016 werd de totale tijgerpopulatie geschat op zo'n 3890 dieren, wat voor het eerst sinds jaren meer was dan bij de vorige schatting.
In 2010 heeft een BBC-cameraploeg tijgers (een mannetje en een vrouwtje) gefilmd met automatische filmcamera's in Bhutan op meer dan 4000 m hoogte. Het gebied ligt in de Himalaya tussen China (Tibet) en India. Dit is de eerste betrouwbare bevestiging dat er in dat gebied tijgers voorkomen. Tevens is het grootste hoogte waarop tijgers ooit zijn waargenomen. Deze ontdekking is cruciaal voor het behoud van de tijger, omdat dat gebied als het beschermd wordt, als corridor kan dienen om aangrenzende gebieden te herbevolken.
In Oost-Azië worden tijgers gezien als de 'koning van de jungle'. In China wordt het woord 'koning' (王) gelezen in de strepen op het voorhoofd van een tijger.

## Naam en etymologie

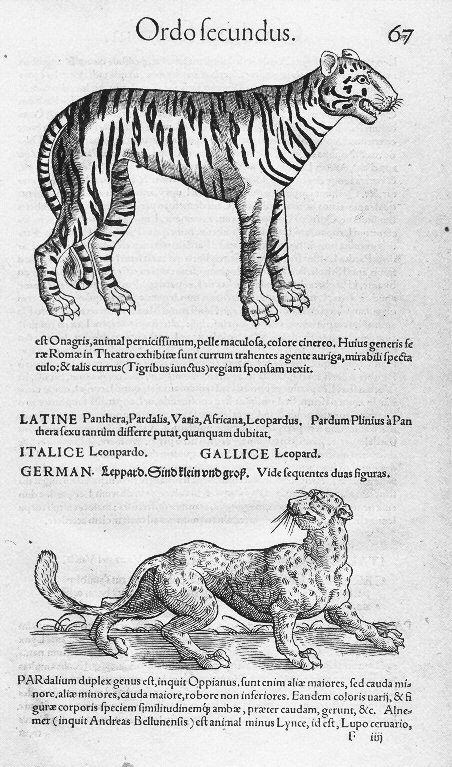
De tijger afgebeeld in Conrad Gesners Historiae animalium (1551)

De wetenschappelijke naam van de soort werd als Felis tigris in 1758 gepubliceerd door Carl Linnaeus. De soort werd in 1929 door Reginald Innes Pocock in het geslacht Panthera Oken, 1816 geplaatst. De naam Tigris werd al door Conrad Gesner, Ulisse Aldrovandi, Jan Jonston, Jacob de Bondt en John Ray gebruikt als geslachtsnaam, en door Linnaeus overgenomen als soortnaam. Het Germaanse woord "tiger" en het Romaanse "tigre" zijn afkomstig van het Latijnse "tigris," een Grieks leenwoord dat op zijn beurt mogelijk was overgenomen van "tejate" uit het Sanskriet, dat "scherp" betekent, of van het Oudperzische "tigra," met dezelfde betekenis.

## Ondersoorten
Er zijn meerdere ondersoorten van de tijger beschreven en benoemd. Drie daarvan zijn in de twintigste eeuw vrijwel zeker uitgestorven.
- Bengaalse tijger – P. t. tigris – talrijkste en typische ondersoort met nog ongeveer 1850 dieren
- Siberische tijger – P. t. altaica (Temminck, 1844) – de populatie wordt geschat op ruim 500 dieren
- Noord-Indochinese tijger – P. t. amoyensis (Hilzheimer, 1905) – vermoedelijk intussen uitgestorven in het wild, maximaal 30 dieren
- Chinese tijger – P. t. corbetti Mazák, 1968 – de populatie wordt geschat op 1200 - 1800 dieren
- Sumatraanse tijger – P. t. sumatrae Pocock, 1929 – de populatie wordt geschat op 400 dieren
- Maleise tijger – P. t. jacksoni Luo et al., 2004 – de populatie wordt geschat op 500 dieren

(vermoedelijk) uitgestorven
- Balinese tijger – P. t. balica (Schwarz, 1912) – laatst gezien in 1937
- Javaanse tijger – P. t. sondaica (Temminck, 1844) – laatst gezien in 1972
- Kaspische tijger – P. t. virgata (Illiger, 1815) – laatst gezien in de jaren 70[10]

Deze indeling is op basis van uiterlijke en morfometrische kenmerken en verspreidingsgebied, en in één geval (P. t. jacksoni) op basis van genetisch onderzoek.
Analyse van het mitochondriaal DNA van tijgers maakt aannemelijk dat alle ondersoorten afstammen van een gemeenschappelijke voorouder die 72.000 tot 108.000 jaar geleden leefde. In 2006 werden de Sumatraanse en de Javaanse tijger (met de Balinese tijger als een ondersoort van de laatste) tot aparte soorten verklaard op basis van sterke verschillen in de vorm en de verhoudingen van de schedel. Deze opvatting heeft weinig tot geen opvolging gekregen.
Op basis van fylogenetische data, schedelafmetingen, vachtpatronen en ecologie stelde een team geleid door Andreas Wilting in een rapport dat in 2015 verscheen dat er slechts twee ondersoorten zijn, bestaande uit enerzijds de Sumatraanse, de Javaanse en de Balinese tijger, en anderzijds de rest, bestaande uit alle populaties van het vasteland.
In 2017 publiceerde de IUCN SSC Cat Specialist Group een rapport waarin ze de classificatie van de katachtigen (familie Felidae), tot dan vooral gebaseerd op de reviews van Nowell & Jackson (1996) en Wozencraft (2005), tegen het licht hielden aan de hand van diverse recentere fylogenetische onderzoeken. Dat rapport was sterk geënt op het werk van Wilting et al. (2015), en in navolging van hen werden van de tijger nog maar twee ondersoorten onderscheiden:
- Panthera tigris tigris: omvat alle continentale populaties
- Panthera tigris sondaica: omvat alle eilandpopulaties

De witte tijger is geen aparte ondersoort maar een kleurvariant van de Bengaalse tijger, die recessief overerft. Witte tijgers komen alleen nog in gevangenschap voor.

## Gebrul en gehoor
Tijgers blijken infrageluid te produceren om rivalen uit hun territorium te verdrijven en om partners aan te trekken. Deze ontdekking van Ed Walsh en een aantal collega's uit Omaha (Nebraska) in 2003 verklaart wellicht hoe tijgers een groot territorium voor zichzelf in stand houden om te jagen. Tijgers produceren een veelheid aan geluiden, diep gebrul en gegrom, maar ook een schraapgeluid (soort van spinnen) dat ze gebruiken om elkaar te begroeten. Een brul gevolgd door een grom wordt schijnbaar gebruikt om rivalen af te schrikken.
Uit het onderzoek blijkt dat het geluid dat tijgers produceren veel lage frequenties bevat. Lage frequenties dragen in de buitenlucht veel verder dan hoge frequenties, zelfs in de dichte bosgebieden waar de tijgers leven. Men beweert, maar dit is volgens Walsh niet bewezen, dat het geluid tot 8 kilometer ver hoorbaar kan zijn.
De meeste geluidsenergie wordt door tijgers gemaakt rond 300 Hz, met componenten daaronder tot zelfs onder 20 Hz. Dat de tijgers dit lage geluid ook zelf kunnen horen is door Walsh aangetoond. Hij bracht Siberische, Sumatraanse en Bengaalse tijgers onder narcose. Door het meten van de hersenactiviteit bleek dat tijgers het gevoeligst zijn voor geluid bij 500 Hz. (Bij mensen ligt de maximale gevoeligheid van het oor tussen 1000 en 2000 Hz.)
De onderzoekers willen nu proberen of van het geluid van wilde tijgers een akoestische vingerafdruk gemaakt kan worden, om individuele tijgers te volgen. Dit zou zinvol zijn voor het tellen van deze bedreigde dieren in het wild. Dierenoppassers uit dierentuinen kunnen hun tijgers aan het geluid herkennen.

## Tijgers in de literatuur
De tijger heeft vaak tot de menselijke verbeelding weten te spreken. Rudyard Kipling in The Jungle Book en William Blake in zijn Songs of Experience schilderden de tijger als een wild, angstaanjagend beest af. In The Jungle Book is Shere Khan de grootste, maar ook de gevaarlijkste vijand van Mowgli, de ongekroonde koning van de jungle. Ook in het grotendeels schattige Casper en Hobbes van Bill Watterson ontsnapt Hobbes soms aan zijn rol van knuffelbeest. In Ogen van tijgers van Tonke Dragt staat de tijger symbool voor de woeste oernatuur waar de mens ver van afstaat. Aan de andere kant van de schaal staat Teigetje, uit A.A. Milnes Winnie de Poeh, die nooit angst aanjaagt en altijd vrolijk is.

## Galerij
|  |  |

Siberische tijger (P. t. altaica) · Noord-Indochinese tijger (P. t. amoyensis) · Balinese tijger (P. t. balica) · Chinese tijger (P. t. corbetti) · Maleise tijger (P. t. jacksoni) · Javaanse tijger (P. t. sondaica) · Sumatraanse tijger (P. t. sumatrae) · Bengaalse tijger (P. t. tigris) · Kaspische tijger (P. t. virgata)